# Heckelfone

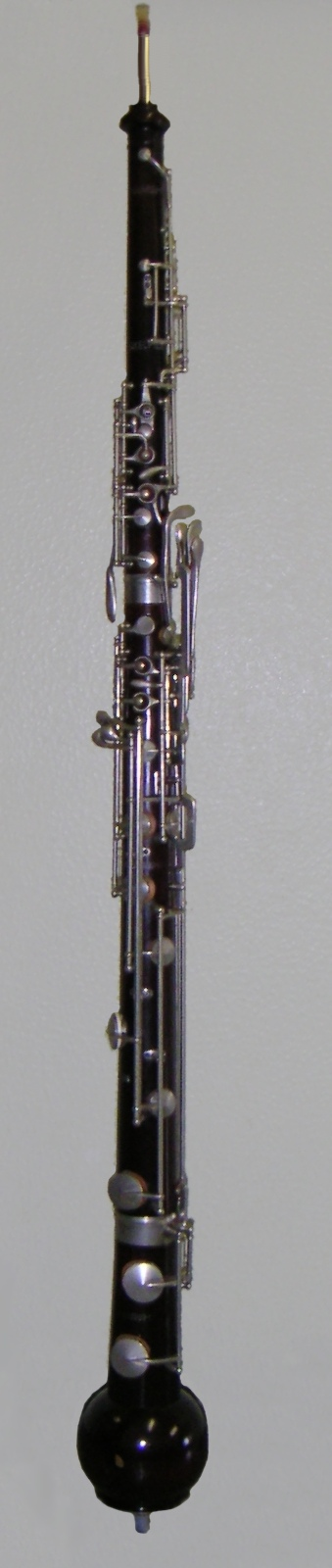
Heckelfone.

O heckelfone é um instrumento musical de sopro feito de madeira, inventado por Wilhelm Heckel GmbH e seus filhos, e foi divulgado em 1904.

## Características gerais
É um instrumento de palheta dupla da família do oboé, porém maior e com um som mais grave e penetrante. Soa uma oitava abaixo do oboé em toda a sua extensão com mais um lá grave. Na orquestra, normalmente, o seu repertório é usado como o baixo da seção dos oboés, ao lado do oboé e do corne inglês, preenchendo o espaço sonoro existente entre os oboés e os fagotes.
O heckelfone tem aproximadamente 120 cm de comprimento e, por ter um peso considerável, tem de ser apoiado no chão com um espigão de metal que se encontra fixo no interior da campânula do instrumento. É um tipo de instrumento de palheta dupla único. É tocado com uma palheta dupla larga mais semelhante a uma palheta de fagote do que a de oboé.
Foi também fabricado um heckelfone piccolo (pequeno) nas variantes de mi bemol e fá; no entanto, só foram fabricados cerca de uma dúzia deles.

## Emprego na música
O heckelfone foi usado, pela primeira vez, na ópera Salomé de Strauss em 1905. Este instrumento foi também usado pelo mesmo compositor nas peças Elektra, Eine Alpensinfonie, Josephslegende e Festliches Präludium. Foi adoptado como parte de uma larga gama orquestral, como as obras de Edgard Varèse Amériques e Arcana.
O heckelfone, por vezes, é confundido com o oboé barítono da Lorée que foi apresentado em 1889, o termo oboé baixo é normalmente usado para descrever ambos esses instrumentos. Alguns compositores ingleses do inicio do século XX fizeram uso da designação "oboé baixo", por exemplo na suite orquestral de Gustav Holst The Planets (1916), tal como em muitos trabalhos de Delius (A Mass of Life, Dance Rhapsody Nº1), A Sinfonia Nº1 de Bax, a Sinfonia Gótica e a Sinfonia Nº4 (Das Siegeslied) de Havergal Brian, e na instrumentação original de Vaughan Williams' London Symphony. No entanto, não é clara a intenção do uso desses dois instrumentos; é possível que, por vezes, os próprios compositores estivessem indecisos sobre essa distinção. Por outro lado, Strauss fez referência a ambos os instrumentos em 1904 na revisão do Traité d'instrumentation et d'orchestration moderne de Hector Berlioz, e específicou (como Varèse) o instrumento pelo nome na partitura, para prevenir qualquer ambigüidade.
O heckelfone também tem sido usado em música de câmara; uma de suas mais importantes presenças é no Trio para Heckelfone, Viola e Piano (opus 47) de Hindemith.

## O Heckelfone na atualidade
Apesar de todo o seu potencial para aumentar o poder dos graves da famíla das madeiras, o heckelfone se mantém como uma raridade na cena orquestral — apenas 150 unidades foram confeccionadas (aproximadamente), das quais cerca de cem acredita-se que ainda existam — e raramente elencam as composições das orquestra profissionais. Assim, instrumentistas competentes são raros. Os mais notáveis instrumentistas de heckelfone dos Estados Unidos da América na atualidade são Mark Perchanok e Andrew Shreeve de Nova Iorque. Shreeve toca regularmente na Metropolitan Opera enquanto Perchonak tem tocado muitas composições novas e antigas para o instrumento e tem gravado com o Paul Winter Consort. Outros instrumentistas notáveis dos Estados Unidos são Robert Howe de Massachusetts e Arthur Grossman de Seattle, Washington.
O primeiro encontro anual da Sociedade Norte Americana de Heckelfone aconteceu em 6 de Agosto de 2001 na Riverside Church em Nova Iorque, onde seis instrumentistas compareceram — possivelmente a primeira ocasião em que seis heckelfones foram montados sob o mesmo teto. Encontros posteriores chegaram a ter dez instrumentos. O grupo se encontra anualmente em Nova Iorque no último sábado de setembro [carece de fontes?].
O heckelfone ainda é confeccionado sob encomeda pela Heckel.
O centenário do heckelfone em 2004 levou à publicação uma grande quantidade de artigos sobre o instrumento em periódicos sobre organologia.

## Discografia
- Robert Howe, heckelphone; Alan Lurie, Michael Dulac, piano (2005). Centennial Recital for Heckelphone.  Wilbraham Music.
- Paul Winter Consort (1990). Earth:  Voices of a Planet. Living Music.
- Paul Winter Consort (1990). The Man Who Planted Trees. Living Music.
- Winter, Paul (1994). Prayer for the Wild Things. Living Music.
- Grossman and others (2002). Music by Paul Hindemith. Centaur Records.